# Prévelles
Prévelles ist eine französische Gemeinde mit 193 Einwohnern (Stand 1. Januar 2022) im Arrondissement Mamers im Département Sarthe in der Region Pays de la Loire. Prévelles gehört zum Kanton La Ferté-Bernard (bis 2015: Kanton Tuffé) und zum Gemeindeverband Communauté de communes du Pays de l’Huisne Sarthoise. Die Einwohner werden Prévellois genannt.

## Geographie
Prévelles liegt etwa 27 Kilometer nordöstlich von Le Mans. Umgeben wird Prévelles von den Nachbargemeinden Bonnétable im Norden und Westen, Saint-Denis-des-Coudrais im Osten, Tuffé Val de la Chéronne im Süden und Südosten, La Chapelle-Saint-Rémy im Süden sowie Saint-Célerin im Westen und Südwesten.

## Bevölkerungsentwicklung
| 1962                      | 1968 | 1975 | 1982 | 1990 | 1999 | 2006 | 2013 |
| ------------------------- | ---- | ---- | ---- | ---- | ---- | ---- | ---- |
| 298                       | 271  | 207  | 171  | 138  | 145  | 181  | 232  |
| Quelle: Cassini und INSEE |      |      |      |      |      |      |      |

## Sehenswürdigkeiten

Kirche Saint-Hilaire

- Kirche Saint-Hilaire